# Staurogyne papuana
Staurogyne papuana är en akantusväxtart som beskrevs av Carl Karl Adolf Georg Lauterbach. Staurogyne papuana ingår i släktet Staurogyne och familjen akantusväxter. Inga underarter finns listade i Catalogue of Life.